# Jardín Botánico Alpino de Campo Imperatore

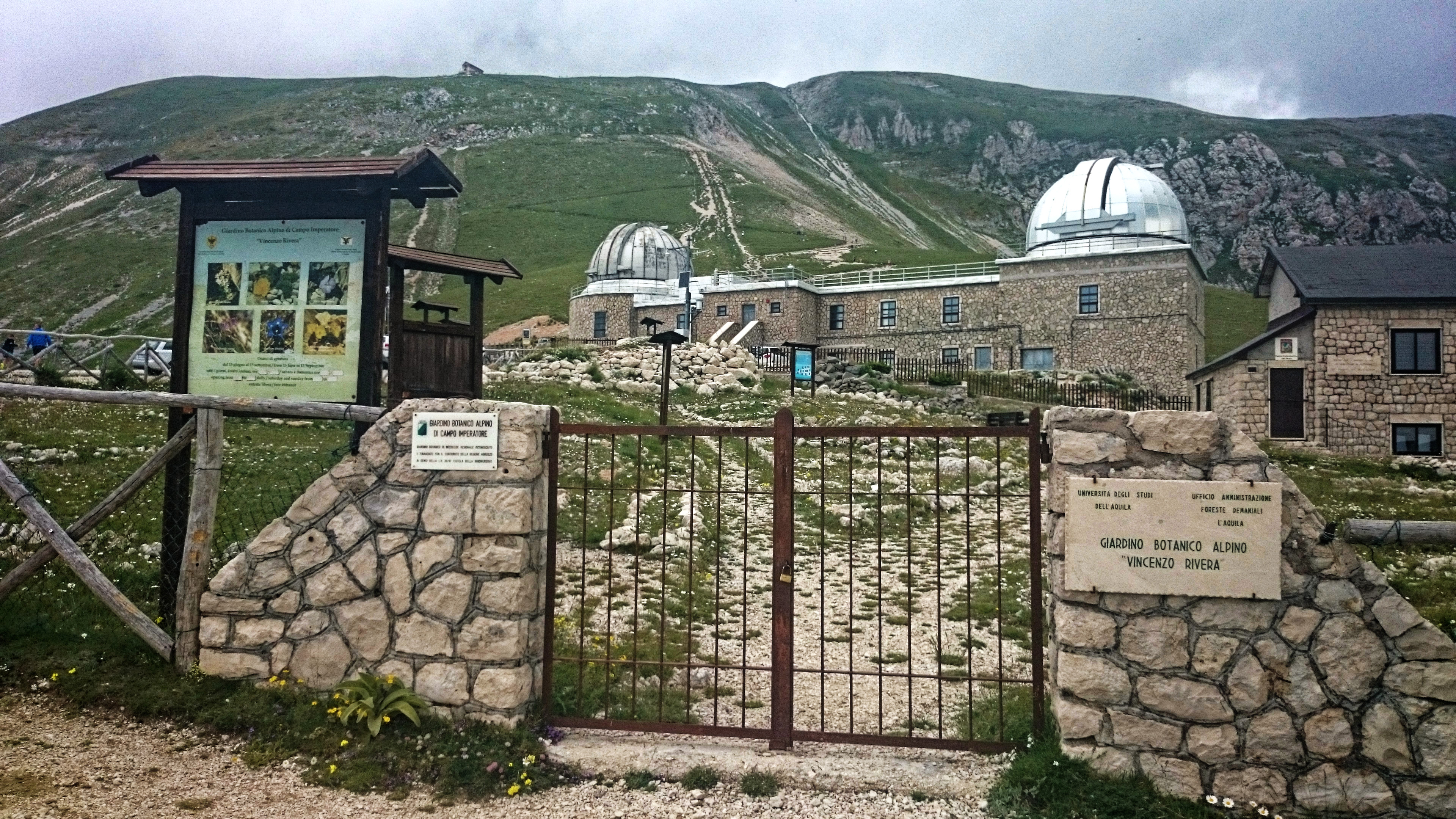
Observatorio astronómico de Campo Imperatore y el jardín botánico.

El Jardín Botánico de Campo Imperatore (en  italiano: Giardino botanico alpino di Campo Imperatore "Vincenzo Rivera"), es una reserva de naturaleza y jardín botánico alpino de 3 500 m² de extensión, dependiente de la  Università degli studi dell'Aquila, situado en Campo Imperatore, Italia. 

## Localización
Se ubica a 2117 m s. n. m. más allá del límite de la vegetación forestal en el corazón de los Apeninos, entre Campo Imperatore y Valloni, en la vertiente occidental del Gran Sasso d'Italia, dentro del territorio comunal de L'Aquila y en el interior del Parco nazionale del Gran Sasso e Monti della Laga, cerca del Observatorio Astronómico de Campo Imperatore .
 Giardino botanico alpino di Campo Imperatore "Vincenzo Rivera", Campo Imperatore, Provincia de L'Aquila, Abruzzo, Italia.42°28′12″N 13°33′0″E / 42.47000, 13.55000
Abre al público en los meses cálidos del año.

## Historia
Fue creado en el 1950 por iniciativa del profesor Vincenzo Rivera, jefe docente de botánica en la Università degli studi di Roma y primer rector de la Università degli studi dell'Aquila, con las cuales el jardín botánico ha estado sucesivamente relacionado.
En el año 1952 obtiene el reconocimiento del "Consiglio Nazionale delle Ricerche" siendo inaugurado oficialmente. 
En el año 1971 fue cedido a la administración de la "Università degli studi dell'Aquila", y afiliado al "Istituto di botanica dell'ateneo".
Actualmente administrado por el "Departamento de Ciencias Ambientales" de la Universidad de L'Aquila y la oficina territorial para la Biodiversidad de L'Aquila, en colaboración con la institución del Parque nacional Gran Sasso y Montes della Laga.

## Colecciones

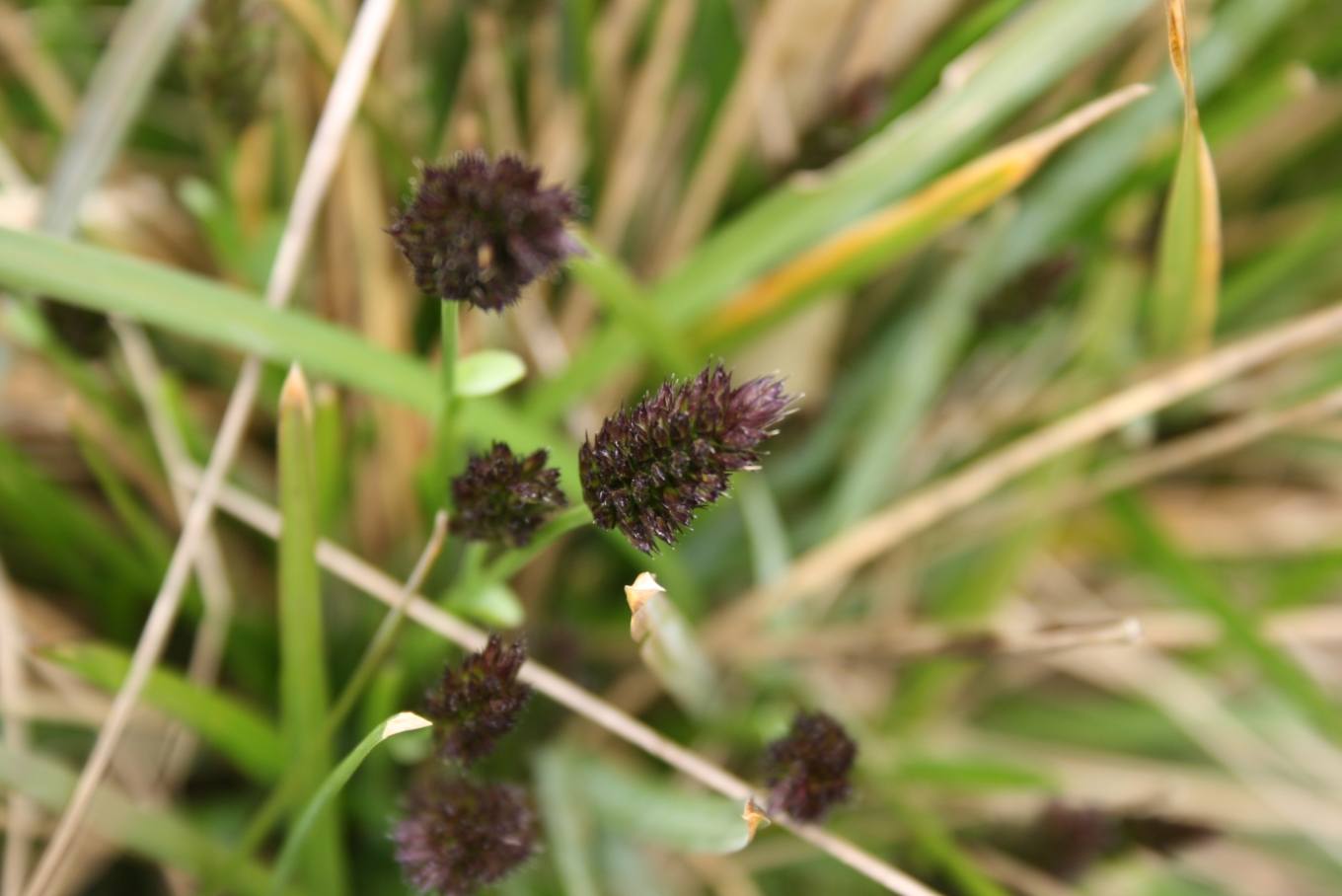
Inflorescencias de Sesleria caerulea.

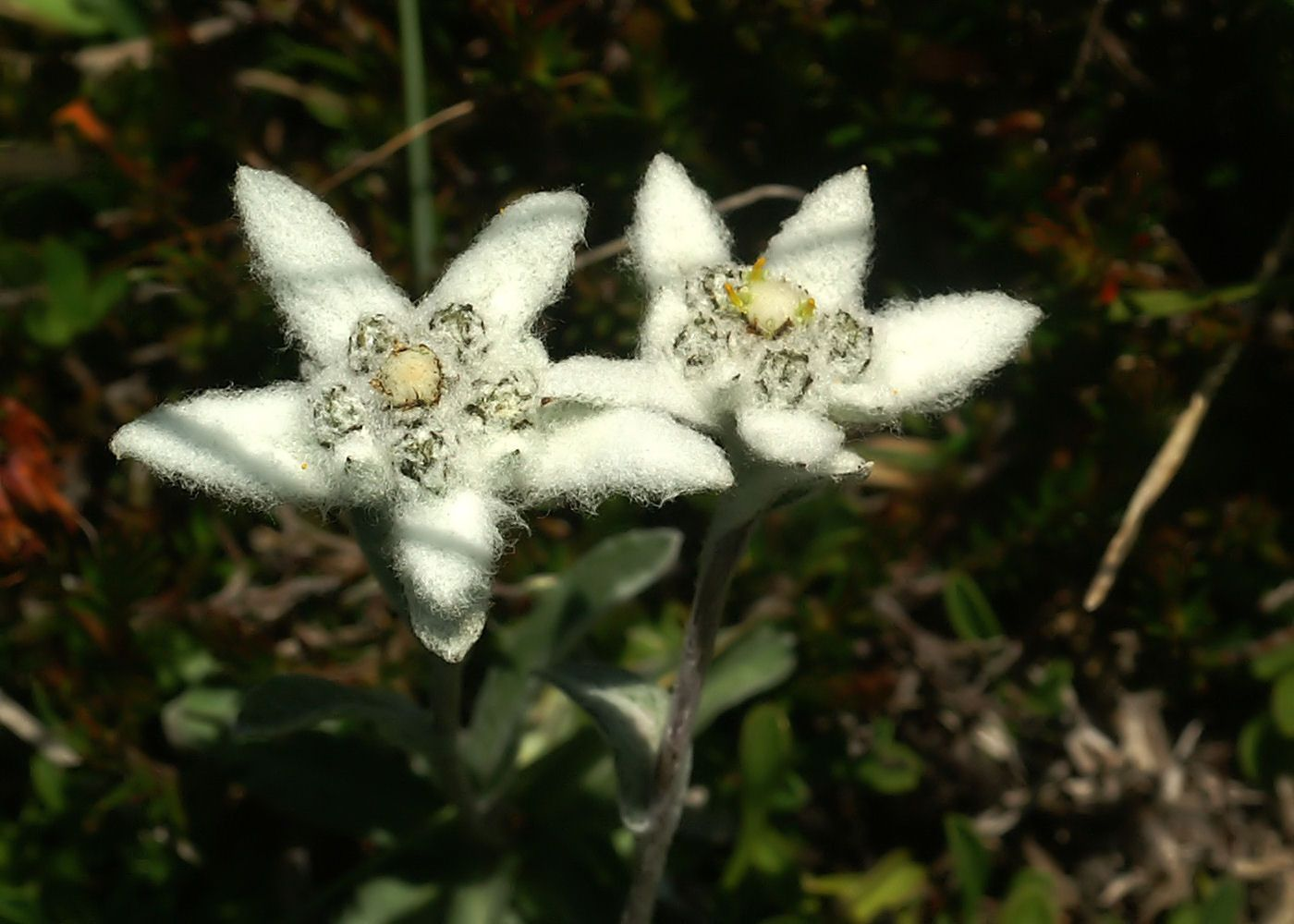
Leontopodium alpinum en Pordoipass.

contiene más de 300 especies de plantas, casi exclusivamente de hierbas, adaptadas a vivir en las difíciles condiciones climáticas naturales de su ubicación.
El jardín botánico presenta las siguientes secciones:
- Colección Sistemática de plantas
- Rocalla
- "Seslerieto", palabra relacionada con la especie Sesleria caerulea, y plantas herbáceas afines en el género Sesleria.
- "Festucheto" con plantas del género Festuca.

El jardín también tiene una sección del museo dentro de las estructuras del Departamento de Ciencias Ambientales de la Universidad de L'Aquila, una biblioteca especializada y un laboratorio de investigación en el mismo departamento.